# بنك المغرب
بنك المغرب هو البنك المركزي المغربي وهو مؤسسة عمومية تتمتع بالاستقلال المالي، أسس في 30 يونيو 1959 بأمر من الملك محمد الخامس وباقتراح من حكومة عبد الله إبراهيم ليحل محل البنك المخزني المغربي. في عام 2008، احتفظ بنك المغرب باحتياطيات من العملات الأجنبية تقدر قيمتها بنحو 36 مليار دولار أمريكي. بالإضافة إلى إدارة العملة، يشرف بنك المغرب أيضًا على عدد من البنوك الخاصة التي تقدم الخدمات المصرفية التجارية. يقع المقر الرئيسي للبنك في شارع محمد الخامس في الرباط، وله فرع في الدار البيضاء ووكالات في 18 مدينة أخرى في المغرب.
بحلول عام 2020، ونتيجة لتفشي جائحة كورونا أصدر البنك المركزي المغربي قراره بتخفيض سعر الفائدة الرئيسي من 3 في المئة إلى 2.25 للأبناك فقط دون سعر الفائدة المطبق على قروض الزبناء.
بنهاية عام 2023 أصدر بنك المغرب ميدالية تذكارية لتخليد ذكرى انعقاد الاجتماعات السنوية للبنك الدولي وصندوق النقد الدولي في مراكش.

## تاريخ
كان إحداث بنك للدولة بالمغرب من المسائل التي سعت فرنسا جاهدة لتحقيقها، كوسيلة لفرض مراقبتها المالية وأداة «للحجر النقدي» على المخزن. ولذلك حاولت البنوك الفرنسية إحداثه بمناسبة قرض 1904، لكن السلطان رفض أن يعهد بمهمة إحداثه إليها، متذرعا بأن قضية البنك هي قضية سياسية لا يمكن التباحث بشأنها إلا مع الحكومة الفرنسية، ليتشبث بموقفه رغم إلحاح البنوك.
وخلال مؤتمر الجزيرة الخضراء سنة 1906، كانت مسألة البنك من أهم نقاط جدول الأعمال، كما حظيت بنقاشات طويلة بين ممثلي الدول المشاركة، التي انتهت بتبني الفصل الثالث من ميثاق المؤتمر، الذي شكل عقد امتياز البنك. وبالفعل اجتمعت لجنة خاصة منبثقة عن المؤتمر وأعدت قانونا خاصا بالبنك المخزني، صادقت عليه الجمعية العامة للمساهمين بتاريخ 25 فبراير سنة 1907.
وكان البنك عبارة عن مؤسسة دولية برأسمالها وإدارييها وموظفيها، وكذا القوانين التي تسيرها، وتم تشكيله بامتياز من المخزن لمدة أربعين سنة، تبتدئ من تاريخ المصادقة على ميثاق الجزيرة الخضراء، واتخذ مقره الاجتماعي بطنجة على أن يفتح فروعا له ووكالات في مدن المغرب الرئيسية، وفي كل مكان يرى فيه ذلك ضروريا. وكان على المخزن أن يوفر للبنك الأراضي اللازمة لإقامة مقره وفروعه ووكالاته بالمجان، كما تم إعفاؤه من كل الضرائب الموجودة أو تلك التي يتم إحداثها لاحقا.
أما رأسمال البنك، فنص الميثاق على أن يتراوح ما بين خمسة عشر مليون فرنك كحد أدنى، وعشرين مليون فرنك كحد أقصى، مع تعيين كل دولة موقعة على المعاهدة وراغبة في المساهمة لبنك محدد يمثلها في البنك المخزني.
وبالفعل، تم تحديد رأسمال البنك في 15400000 فرنك، وقسم إلى أربع عشرة حصة من 2200 سهم بقيمة 500 فرنك، وخصصت اثنتا عشر حصة منها للدول الموقعة، واثنتان لمجموعة البنوك الفرنسية صاحبة امتياز قرض 1904.
وبالنسبة للتسيير، فعهد به إلى مجلس إدارة مكون من أربعة عشر عضو، يختارهم الجمع العام للمساهمين، وتم التنصيص كذلك على أن يعين كل بنك من البنوك التالية: بنك ألمانيا وبنك إنجلترا وبنك إسبانيا وبنك فرنسا، مراقبا يمثله بالبنك المخزني، وذلك باتفاق مع حكوماتهم، وكانت مهمة أولئك المراقبين تكمن في السهر على حسن سير عمل البنك، واحترام بنود الامتياز ومراقبة العمليات المرتبطة بتحسين وضعية العملة.
ومن جانب آخر، نص الميثاق كذلك على ممارسة المخزن للرقابة على البنك، بواسطة مندوب سام يعينه باتفاق مسبق مع إدارة البنك، وكان لذلك المندوب الحق في الاطلاع على سير عمل البنك، ومراقبة إصدار الأوراق المالية، وضمان احترام مقتضيات الامتياز، كما كان عليه التوقيع على الأوراق المالية أو ختمها، والإشراف على علاقات البنك بخزينة المخزن. ولكن، منعه من التدخل في إدارة شؤون البنك أو تسييرها.
وفي الواقع، أدى تأسيس هذا البنك المخزني إلى مراقبة مداخيل المملكة، وهذا ما يعبر عنه بشكل واضح إنشاء هذا البنك كوسيلة من وسائل الغزو المالي الأوربي، ونشير إلى أن المغرب عرف قبل هذه المعاهدة محاولات إصلاح نقدي منذ نهاية حرب تطوان 1860 وما خلفته من استنزاف لخزينة الدولة نتيجة الغرامات التي فرضت عليه، لكن هذه المحاولات باءت كلها بالفشل لعدة عوامل خارجية وداخلية.
ولتكريس انتهاك السيادة المالية المغربية، تمت إدارة هذا البنك المخزني طبقا لمقتضيات القانون المالي الفرنسي. وتم التنصيص على اختصاص القضاء القنصلي والمغربي في البت في الدعاوي التي يرفعها هذا البنك أو المرفوعة ضده، على أن تختص المحكمة الفدرالية السويسرية ب»لوزان»، في النظر في المنازعات الناشئة بين المخزن والبنك.
وكان من أهم الإنجازات التي قام بها البنك، هي تولّيه سك القطع النقدية الفضّية من فئة «الحسني» وإصدار أولى الأوراق البنكية. وذلك عقب استحالة الحفاظ على سِعر تكافؤ إجباري بين العملة الحسنية والعملة الفرنسية، ليقدم البنك المخزني المغربي في أكتوبر 1919 على توقيف سعر التكافؤ بين العملتين. وفي مارس 1920 تقرر إلغاء عملة «الحسني» وتعويضها بأوراق بنكية وقطع نقدية بالفرنك المغربي، الذي تمّ تحديد سِعر تكافئه مع الفرنك الفرنسي ابتداء من دجنبر 1921عبر ما كان يدعى بحساب «العمليات»، وتم تمديد امتياز الإصدار المخول للبنك المخزني لفترة عشرين سنة حتى 1946.

## التأسيس
وفي سنة 1958 تم الشروع في إجراء مفاوضات بين الحكومة المغربية وفرنسا والبنك المخزني المغربي قصد استرجاع المغرب لامتياز الإصدار. وهكذا، تمّ في فاتح يوليوز 1959 إحداث معهد إصدار وطني صرف يحمل اسم «بنك المغرب» بموجب الظهير الشريف رقم 233-59-1المؤرخ في 23 ذي الحجة 1378 (موافق 30 يونيو 1959)، وذلك ليحلّ محلّ «البنك المخزني المغربي» الذي توقّف نشاطه بصفة رسمية.

## المقر الرئيسي والفروع
يقع المقر الرسمي لبنك المغرب في شارع محمد الخامس، في العاصمة الرباط، داخل بناية تُعدّ من أبرز التحف المعمارية في تاريخ المغرب الحديث. فقد شُيِّدت هذه المعلمة الاستثنائية، المصنفة ضمن التراث العالمي لليونسكو، على مراحل خلال القرن العشرين، وشارك في تصميمها وإنجازها ثلاثة من كبار المهندسين المعماريين: أوغوست كادي، وإدموند بريون، ومراد بن مبارك.
انطلقت التصاميم الأولى سنة 1922 على يد كادي، وبدأت أشغال البناء في مارس 1923، حيث أُنجز الجناح التاريخي على مساحة 1842 مترًا مربعًا. وفي عام 1924، توسّع المشروع باقتناء قطعة أرضية جديدة بمساحة 3852 مترًا مربعًا، لتمتد أشغال البناء حتى سنة 1930. وقد ساهم نخبة من أمهر المعلمين التقليديين في إضفاء طابع فني راقٍ على البناية، من خلال واجهتها الحجرية المنحوتة القادمة من مدينة سلا، والأعمدة الرخامية، وقبة الأرز الموشاة بالزجاج في سقف البهو، والزخارف البديعة التي تزيّن النوافذ الحديدية.
وفي خمسينيات القرن العشرين، أُنجز الشطر الثاني من البناية تحت إشراف إدموند بريون، الذي حافظ على الانسجام المعماري مع الشطر الأول. أما في بداية السبعينيات، فقد استكمل المهندس مراد بن مبارك تشييد الجهتين الجنوبية الشرقية والجنوبية الغربية، مستلهمًا إبداعه من أعمال من سبقوه، ما منح البناية تكاملاً هندسيًا فريدًا.
ولا يقتصر حضور بنك المغرب على الرباط فحسب، بل يمتد إلى فرع مهم في مدينة الدار البيضاء، إضافة إلى شبكة واسعة من الوكالات تغطي 18 مدينة أخرى عبر مختلف جهات المملكة، ما يعكس البعد الوطني للمؤسسة ودورها المركزي في تدبير السياسة النقدية والمالية للبلاد.

## شهادات تصديق
في يناير 2025، حصل بنك المغرب على شهادات تصديق تقر بمطابقة كافة أنظمته التدبيرية مع المعايير الدولية، وذلك بعد عملية افتحاص أنجزها مكتب تدقيق دولي.   وذكر بنك المغرب، في بلاغ، أن حفل تسليم شهادات التصديق تم، يوم 29 يناير 2025 بالرباط، بحضور مسؤولي مكتب التدقيق ورؤساء وممثلي السلطات التنظيمية للقطاع المالي، إضافة إلى مسؤولي الوحدات الداخلية ببنك المغرب.   وأوضح أن الأمر يتعلق بإدارة الجودة (ISO 9001)، والصحة والسلامة في العمل (ISO 45001)، والتدبير البيئي (ISO 14001)، وأمن المعلومات (ISO 27001)، ومحاربة الرشوة (ISO 37001).

## معرض الصور

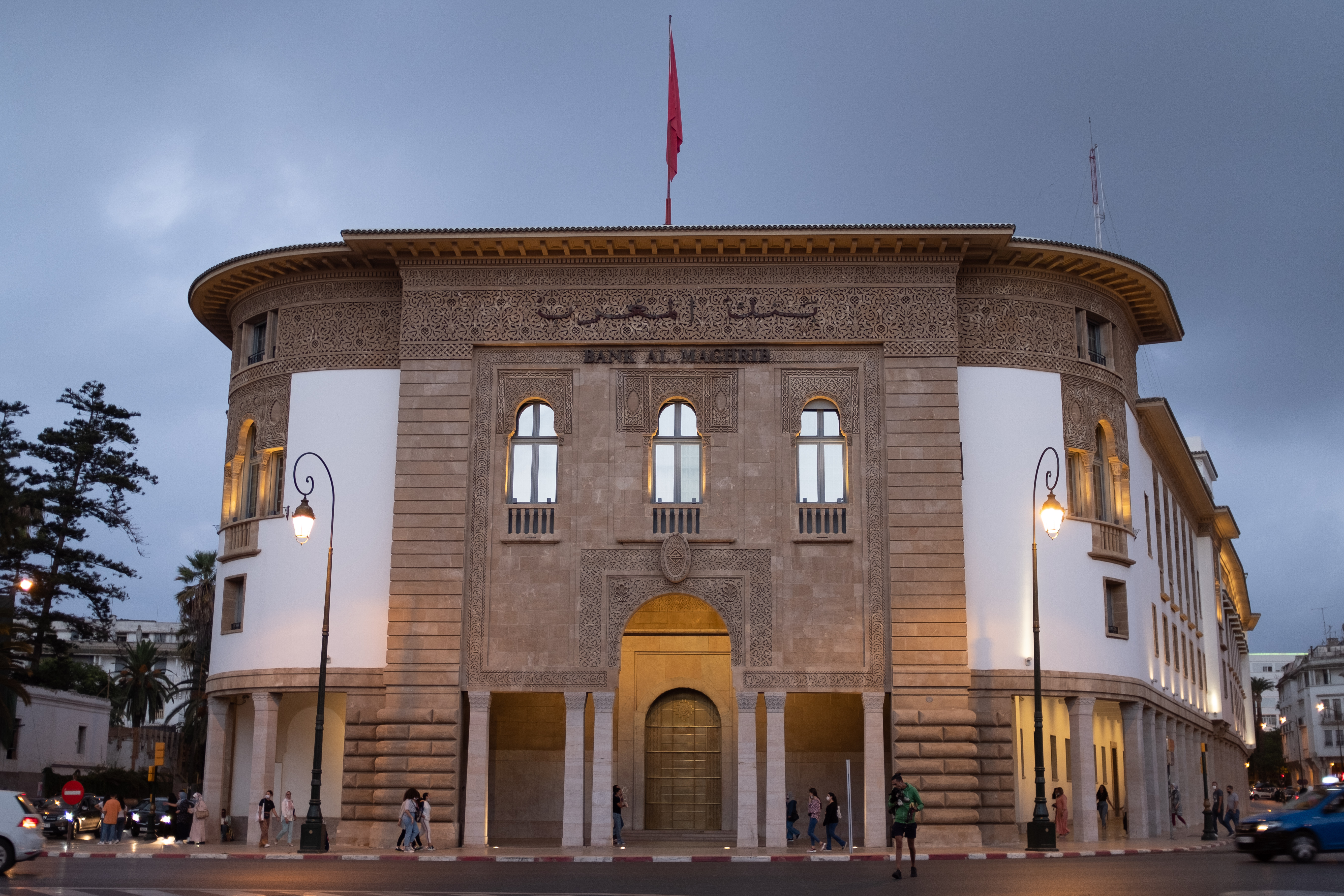
المقر الرئيسي لبنك المغرب في الرباط
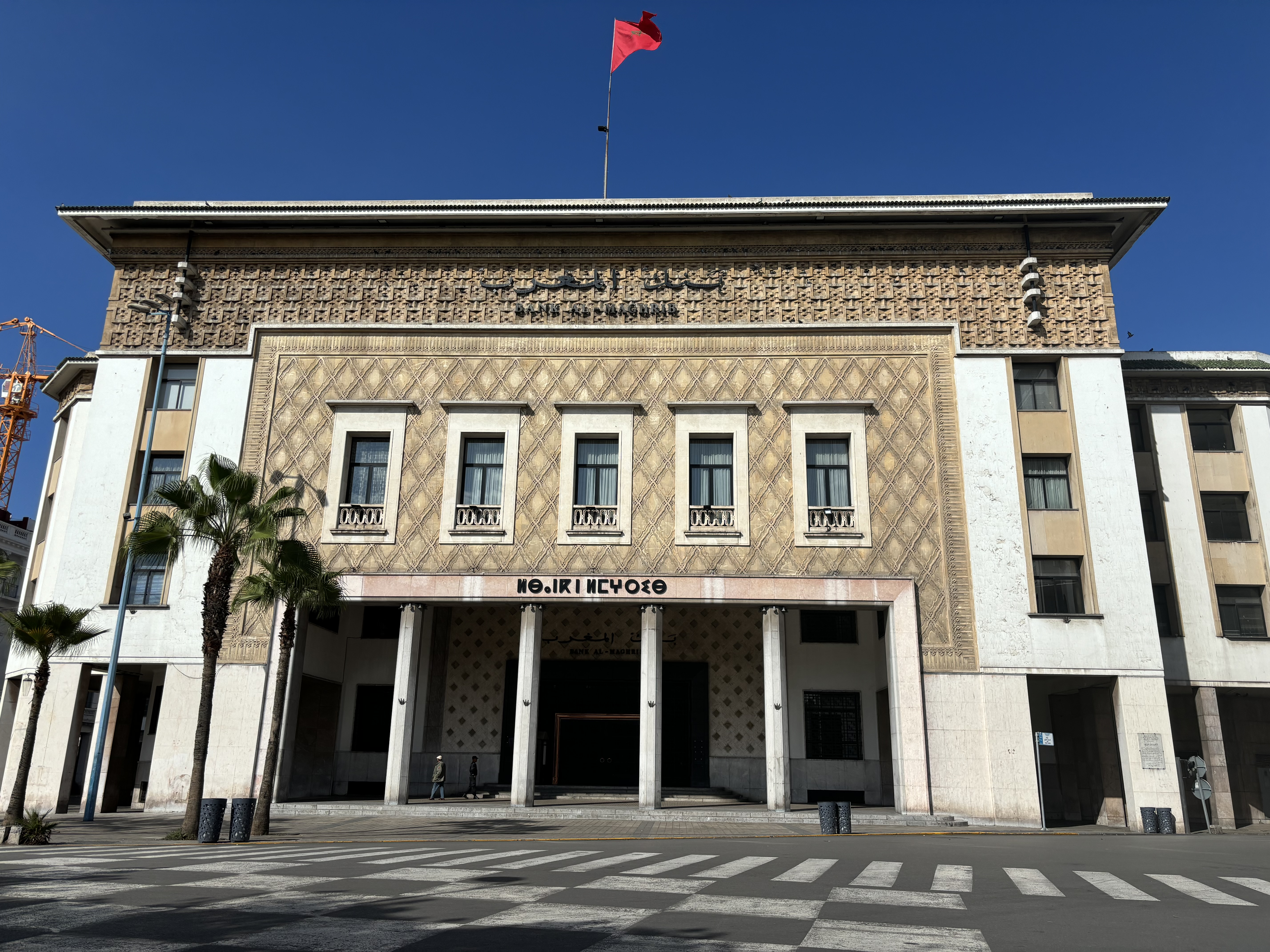
مقر فرع بنك المغرب في الدار البيضاء
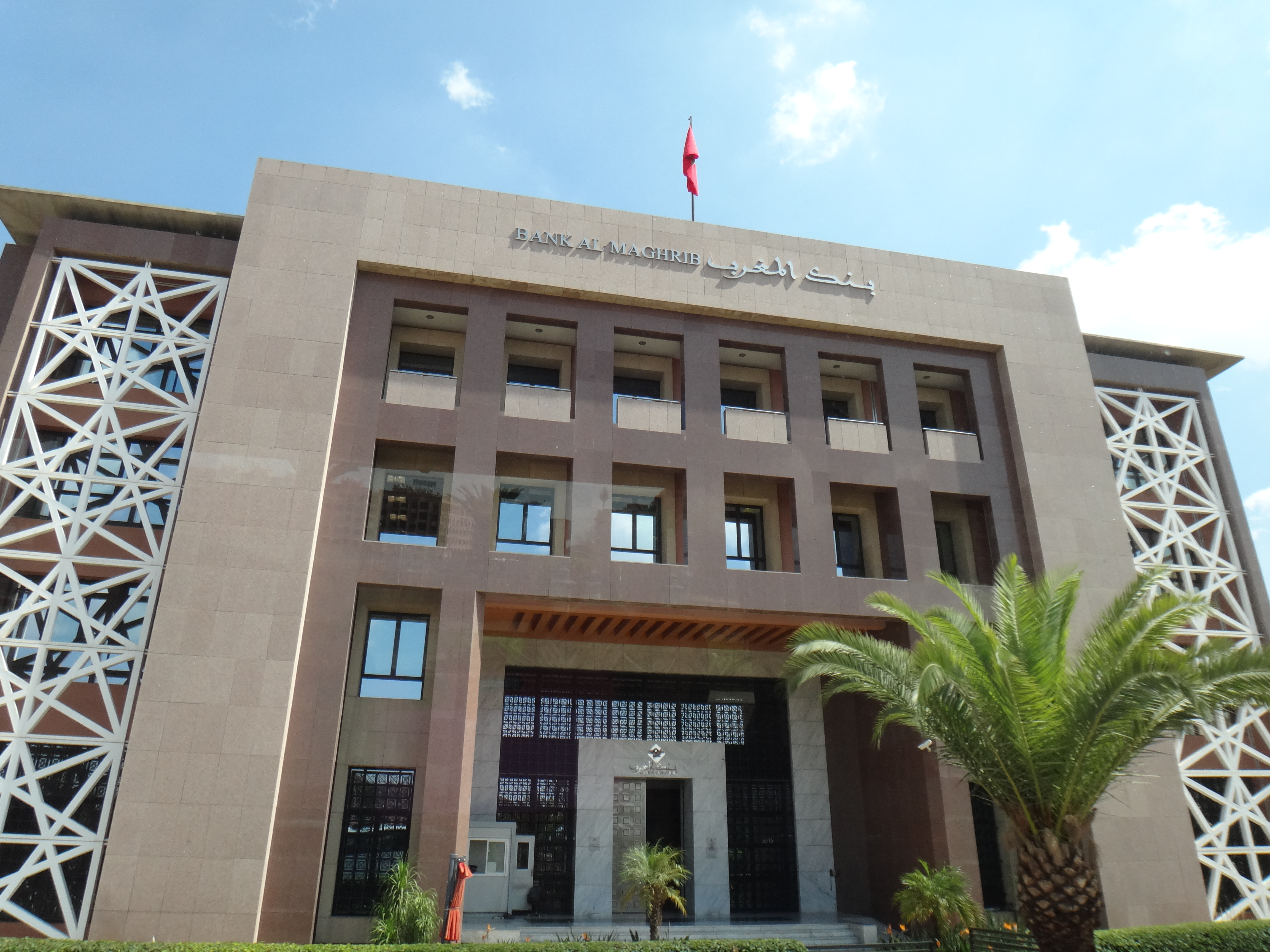
مقر وكالة بنك المغرب في مراكش
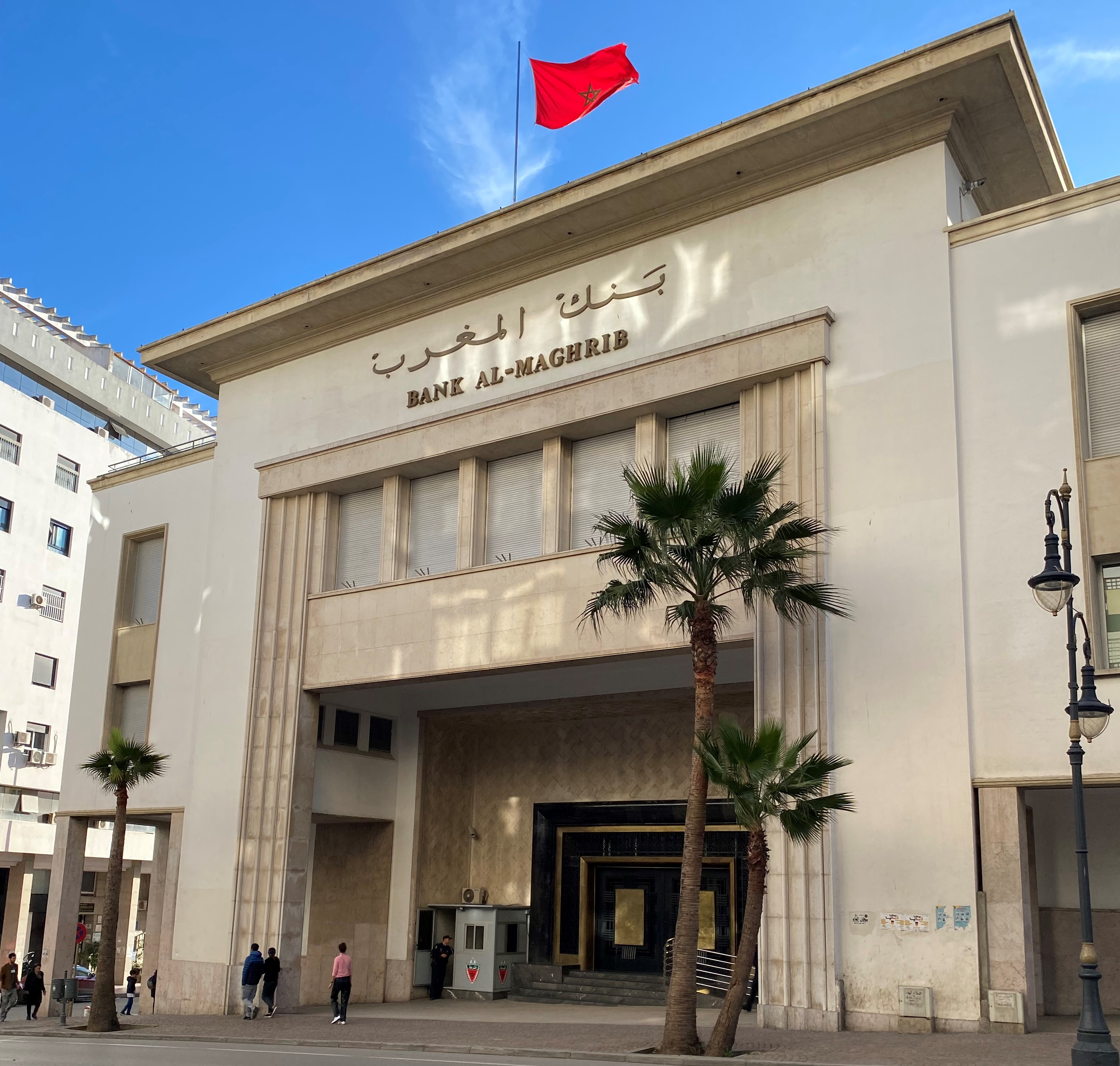
مقر وكالة بنك المغرب في طنجة
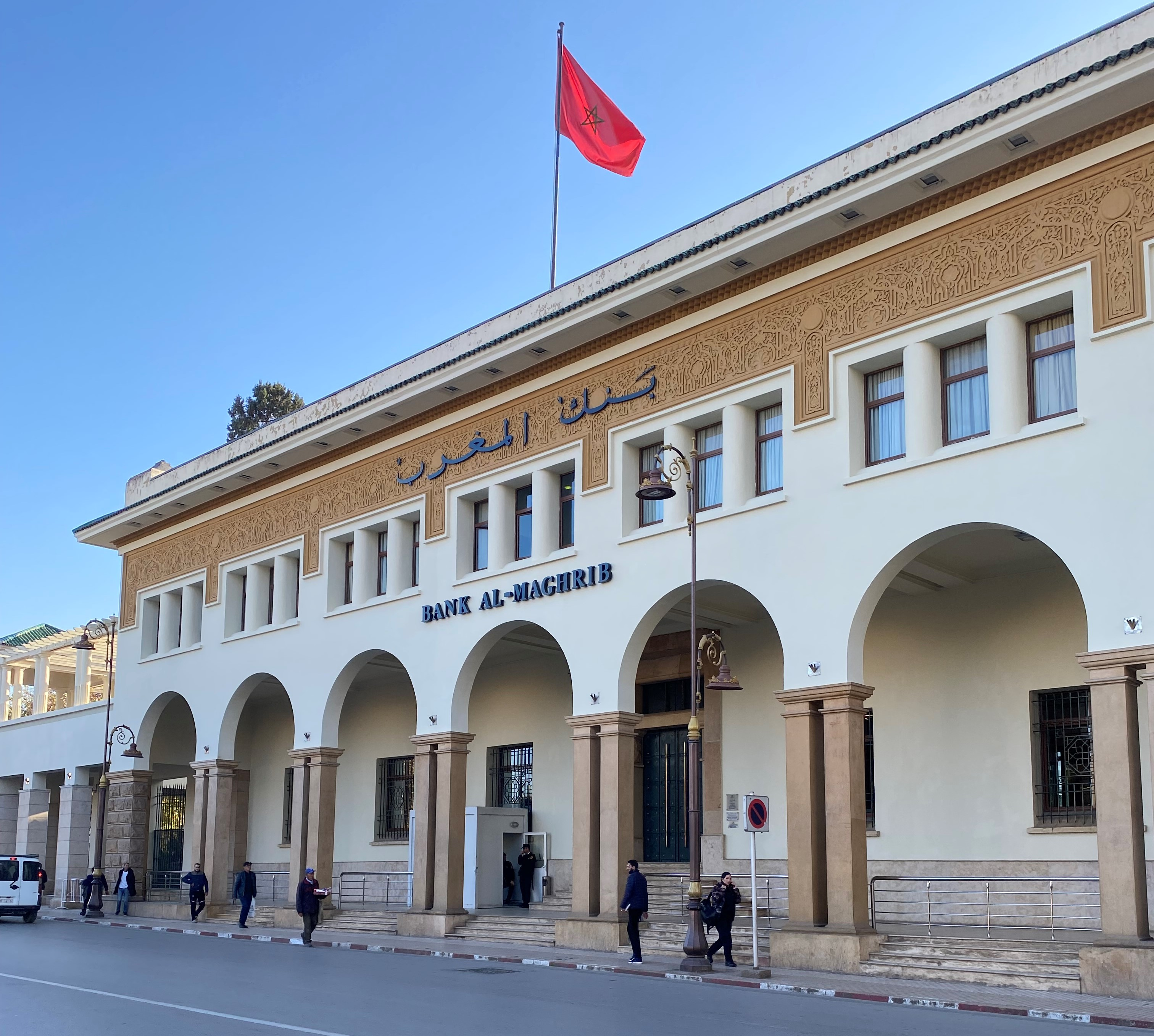
مقر وكالة بنك المغرب في فاس

## وصلات خارجية
- الموقع الرسمي لبنك المغرب